# شهرستان سیحون‌آباد
ناحیهٔ سیحون‌آباد (به ازبکی: Saikhunabad District) یک ناحیه در ازبکستان است که در ولایت سیردریا واقع شده‌است. ناحیه سیحون‌آباد ۵۵۰ کیلومتر مربع مساحت و ۶۱٬۹۰۰ نفر جمعیت دارد.